# Andreas Georg Drachmann
Andreas Georg Drachmann, född den 22 november 1810, död den 2 juli 1892, var en dansk läkare, far till Holger Drachmann, Anders Bjørn Drachmann och Erna Juel-Hansen.
Drachmann var först skeppsläkare och 1850-1862 karantänsläkare. Han gjorde tidigt ortopedin till föremål för självständigt studium och upprättade 1859 ett sjukgymnastiskt institut i Köpenhamn. Han verkade även för införandet av romerska bad och skolhygien samt utgav 1886 jämte Axel Hertel en Sundhedslære. År 1877 blev han medicine hedersdoktor i Uppsala.